# 코헤나이트

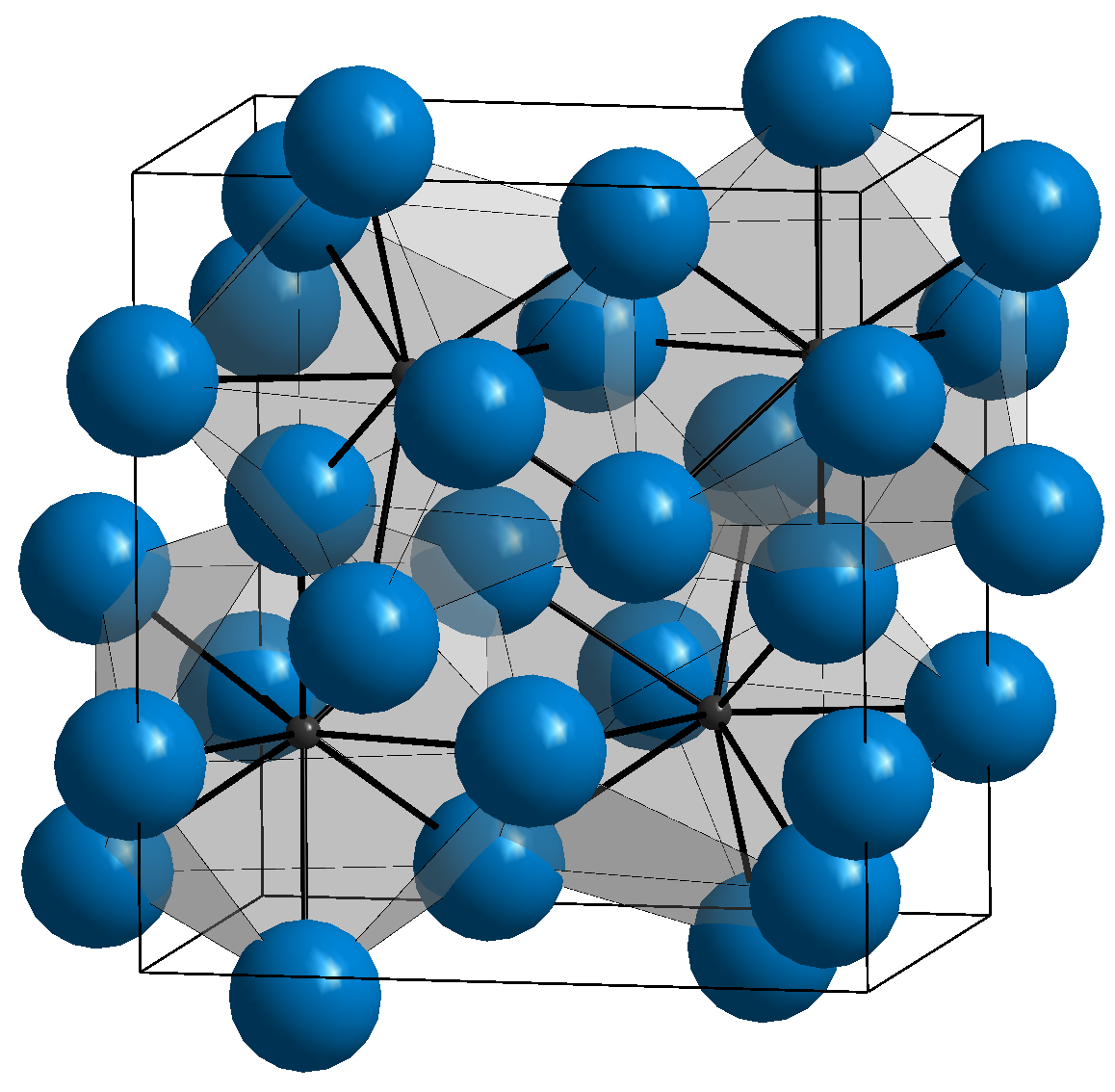

코헤나이트(Cohenite)는 철 탄화물 광물에서 자연적으로 발생하는 물질로, 화학 구조는 (Fe, Ni, Co)3C이다. 딱딱하고 빛나는 은색 광물을 형성하며 1889년 독일의 광물학자 에밀 코헨의 이름을 따라 E. Weinschenk에 의해 명명되었다. 코헤나이트는 철질운석의 막대 형태 결정에서 발견된다.

## 같이 보기
- 광물 목록